# Urgezes
Urgezes, cuja ortografia é reclamada por alguns académicos como devendo ser Urgeses, é uma localidade portuguesa sede da Freguesia de Urgezes do Município de Guimarães, freguesia com 3,31 km² de área e 5 517 habitantes , tendo, por isso, uma densidade populacional de 1 666,8 hab./km².
Situada na zona sul de Guimarães, perto do alto da Penha, faz parte integrante da área urbana da cidade, ainda que tenha algumas características rurais em determinadas zonas, onde se pratica alguma agricultura de subsistência.

## Demografia
A população registada nos censos foi:
| Distribuição da População por Grupos Etários | Distribuição da População por Grupos Etários | Distribuição da População por Grupos Etários | Distribuição da População por Grupos Etários | Distribuição da População por Grupos Etários |
| -------------------------------------------- | -------------------------------------------- | -------------------------------------------- | -------------------------------------------- | -------------------------------------------- |
| Ano                                          | 0-14 Anos                                    | 15-24 Anos                                   | 25-64 Anos                                   | > 65 Anos                                    |
| 2001                                         | 871                                          | 768                                          | 2838                                         | 647                                          |
| 2011                                         | 721                                          | 637                                          | 3035                                         | 866                                          |
| 2021                                         | 727                                          | 549                                          | 3063                                         | 1178                                         |

## Economia
A maior parte da população trabalha na indústria têxtil e confecções. O sector dos serviços e do comércio tem também alguma importância na economia. O desemprego é um dos principais problemas da população.

## História
Documentos do Arquivo Municipal de Guimarães e da Sociedade Martins Sarmento indicam que o nome de Urgezes teria tido origem no apelido de alguns nobres residentes na região no início da nacionalidade portuguesa. Nas Inquirições de 1220, a terra é designada  “de Sancho Stephano de Colgeses” (ou talvez Dolgezes), que em português actual seria algo como "Santo Estêvão de Colgeses"; nas Inquirições de 1250, o seu nome é “Ecclesia Sancti Stephani de Ulgeses”.
Em 1842, o professor Pereira Caldas recolheu várias "Descrições Paroquiais" que são testemunhos importantes para a caracterização do local no século XIX. O vigário de então, José Martins Gonçalves, descrevia o local como estando em situação alta, saudável e vistosa. A igreja, segundo o mesmo autor, tinha começado a sua construção em 1828, terminando as obras em 1842, forrando-se e pintando-se o edifício. A residência paroquial, contígua à Igreja velha, já então referida, ainda é usada para fins assistenciais dirigidos à juventude. A igreja nova, ao lado da velha (junto à escola Básica Gil Vicente), foi inaugurada em 1975, pelo Arcebispo de Braga, D. Francisco Maria da Silva.

## Infraestruturas
As estruturas viárias têm sido modificadas nos últimos anos e ainda estão a ocorrer muitas obras que fornecerão uma rede de estradas diferente da actual, principalmente com a passagem de um troço de auto-estrada, ainda em construção. O Centro de Saúde Professor Arnaldo Sampaio (pai de Jorge Sampaio), a renovação dos caminhos de ferro, de modo a receber a via larga; a nova estação de caminhos de ferro, bem como alguns complexos hoteleiros (Hotel Guimarães e Hotel Fundador), têm vindo a dar algum fôlego à freguesia. 
A freguesia é servida, em termos de serviço público de educação, pelo Agrupamento Gil Vicente, constituído pela escola sede (Escola EB 2/3 Gil Vicente), na Avenida da Igreja, junto à qual se encontra a Escola Básica de Urgezes, do mesmo agrupamento que inclui, ainda, duas escolas de duas freguesias próximas: a Escola Básica de Polvoreira e a Escola Básica de Nespereira.

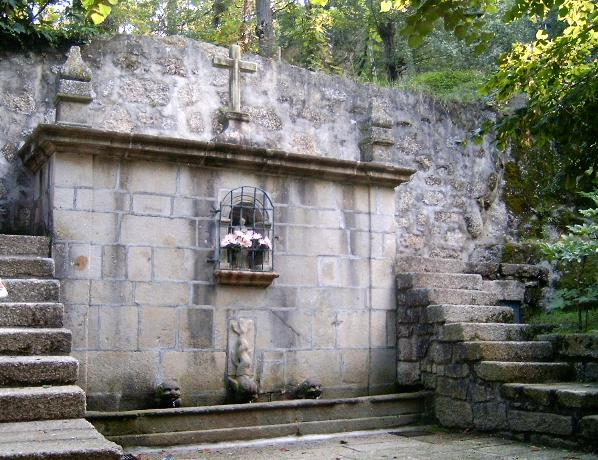
Fonte Santa de São Gualter.

### Locais de interesse
- Alminhas da Quinta da Fonte Santa, da Parede e do cruzeiro
- Antiga estação da C. P.
- Capela dos Remédios
- Capela do Senhor das Pedrinhas
- Igreja paroquial
- Centro Cultural Vila Flor
- Fábrica do Arquinho
- Fábrica do Castanheiro
- Fonte Santa de São Gualter, recentemente restaurada, de granito e decorada com vários motivos escultóricos, está relacionada com o culto a São Gualter, discípulo de São Francisco de Assis, que teria aqui vivido
- Hotel Fundador
- Jardins do Palácio Vila Flor
- Palácio Vila Flor
- Teatro Jordão

### Gastronomia
A gastronomia típica do Minho é representada com pratos como os rojões, as papas de sarrabulho, ou, nos doces, a aletria. Bebe-se vinho verde tinto e vinho verde branco, que devem ser sempre servidos frescos.

## Coletividades
- Grupo Desportivo da Fonte Santa;

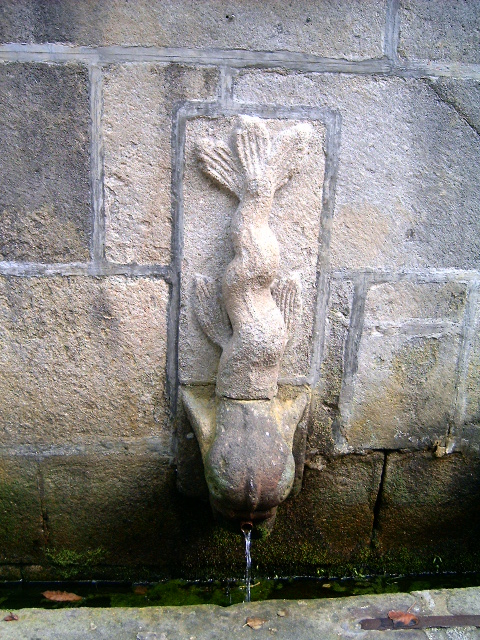
Pormenor da Fonte Santa de São Gualter, uma das bicas que merecem referência no brasão da freguesia.

- Grupo Desportivo e Recreativo “Os Amigos de Urgeses”.

## Símbolos autárquicos
Estão representadas no brasão, três bicas (fontes) de ouro que representam várias fontes existentes na freguesia, algumas das quais têm reconhecido valor estético e histórico: a Fonte Santa de São Gualter, dos Remédios, da Parede, o Fontanário do Cruzeiro e o Tanque da Vaca Magra.
As três pedras de prata simbolizam o apedrejamento a que foi sujeito Santo Estêvão, protomártir e padroeiro da freguesia. Note-se que estas mesmas pedras costumam aparecer na iconografia habitual do santo, em torno da sua figura, mesmo que não se esteja a representar a cena do martírio.
A roda dentada de ouro simboliza a indústria que, desde sempre, se afirma como a principal actividade económica desta freguesia.